# Hugo Ernesto Pérez
Hugo Ernesto Pérez (Morazán, 8 novembre 1963) è un allenatore di calcio ed ex calciatore salvadoregno naturalizzato statunitense, di ruolo centrocampista.

## Palmarès

### Nazionale
- Gold Cup: 1

1991

### Individuale
- U.S. Soccer Athlete of the Year: 1

1991